# دوشیزگان و آلن
دوشیزگان و آلن نام یک کتاب ادبی است که توسط گابریل دانونزیو، نویسندهٔ اهل ایتالیا نوشته شده‌است. این کتاب یکی از آثار مشهور ادبی جهان است.